# Eduardo Verdurmen
Eduardo Kees Verdurmen Díaz, (Ciudad de Panamá, 10 de septiembre de 1964) Diseñador 3D, escritor, guionista, director de cine, profesor, productor, editor, sonidista, colorista y supervisor de efectos especiales para cine y televisión. Licenciado en Comunicación Social. Profesor de cine  Universitario, actualmente en la Universidad del Arte Ganexa, es también el encargado de post y director de Efectos Especiales de Medcom, empresa de comunicación. Reconocido por  ser el autor de la trilogía Rex Angelorum en el 2009 como su primera obra literaria.

## Inicios

### Familia
Nacido en la ciudad de Panamá, hijo mayor de 4 hermanos. Su madre es panameña, y su padre es holandés.Tiene 5 hijos. 

## Estudios  y Carrera
Inicia estudios en Parra Video Arte Panamá con el sistema AMPEX y el software CUBICOMP, primera en línea de animaciones tridimensionales de la época (1990) para  uso exclusivo de Fly Logos 3D para medios publicitarios.
En 1992 cursa estudios en EUA, Fairthfield, Iowa con la compañía  Hawthorne con el profesor Tom Ravey en Montajes Cinematográficos y Video, Animación Tridimensional con el software SOFTIMAGE Y TOPAS, con especializaciones de modelajes 3D y  texturizado.
En 1994 cursa nuevamente estudios con el profesor Tom Ravey  en Animación y Efectos Especiales para Infomerciales desde los estudios de  Hawthorne y parte ese mismo año para Canadá a la sede de SESI , creadores del software PRISIM 3D y MOJO, sistema especializado  en metamorfosis bidimensional.
En 1998 cursa estudios en México DF  en los estudios de Digital Logic en modelajes de Nurb  y Animación Tridimensional de personajes y modelos orgánicos 3D y composición en video y cine.
En 1999 cursa estudios nuevamente en México DF en Digital Logic en composición y montaje virtuales  para Cine y TV con sistemas de Motion Traking y Croma Key.
Al mismo tiempo finaliza estudios estudios universitarios en la Universidad Santa María la Antigua en Lic. en Comunicación Social.
Curso de Literatura con el profesor Ariel Barria 2009.

### Inicios de los 70's hasta los  90's

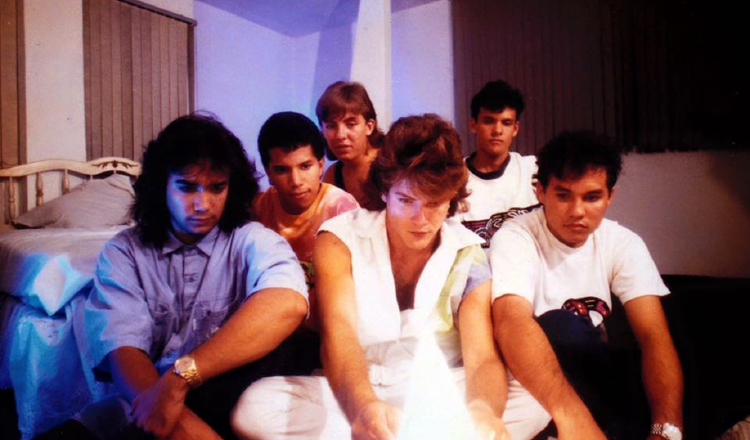
Eduardo Verdurmen Quarzo.

Su vida en los 70’s inicia envuelta en la música en su totalidad. Cantante de una exitosa banda de rock, viaja a todos los puntos de Panamá mientras componía las siguientes canciones que serían los nuevos hits a nivel nacional.
En los años 80, funda una banda llamada TUNTHER que se presentó en Chitré, Los Santos y Santiago. Años después en Panamá, crea el primer movimiento de rock comercial donde salen las primeras bandas caseras a tocar en centros educativos y fiestas.
Para 1985 el segundo movimiento de Rock tuvo su auge con bandas como Fósiles Mecánicos, Océano, Peso Neto. Para esta época Verdurmen pasa a las líneas de una banda llamada Quarzo en el movimiento de rock más aceptado de todos los tiempos.
Eduardo Verdurmen era el compositor y el vocalista principal de Quarzo. Pasa después a Fósiles Mecánicos, Aveas Corpus y un sin fin de grupos hasta que el siguiente movimiento muere a finales de los noventa.
Cinco años después nace el tercer movimiento de rock conocido como Rock Urbano. Verdurmen se une al grupo de los 33, legendaria banda liderada por Víctor Juliao y comienza una gira nacional con Océano y muchas bandas más, que viajan a México, Los Ángeles y tiene gran aceptación en todo Panamá
Para los 90 finalmente estuvo en varias bandas. 

### Inicios de los 90's hasta el 2000

Remder Eduardo Verdurmen

Durante los 90’s estuvo también influenciado por la música pero con mezcla más acertada a lo que sería su vida profesional como director de efectos especiales para cine y TV. Filma videos musicales para las bandas con sus conocimientos en cine y edición. En 2004 forma su proyecto musical llamado ‘’REMDER’’.
También es el inicio de su colaboración en ‘’Jaguar Films’’ donde desempeña la función de editor, animador 3D y director de FX.

### Presente
Verdurmen sale de ‘’Jaguar Films’’ para entrar a trabajar como jefe de post y efectos especiales de Voltaje Producciones. Comienza a escribir Rex Angelorum como guion en lo que se convierte en un libro de gran venta nacional e internacional. Viaja a México en la Feria Internacional del Libro donde se venden más de 1000 ejemplares en menos de una semana. 
Inicialmente, Verdurmen es guionista de cine y series televisivas. De allí la presión de editoriales extranjeras en convertir un guion de 80 páginas en libro terminó por crear uno de los libros de más venta a nivel nacional denominado Rex Angelorum. Después de este primer libro,  Verdurmen adquiere los conocimientos suficientes para crear historias como guiones y trasladarlos a libros creando Neirad, Los Fantasmas de Anni y Rex Angelorum II. Desde esa fecha no ha dejado de escribir libros donde saca una historia por año o secuelas como Rex Angelorum (Trilogía)

## Cine y Efectos Especiales.
Verdurmen es Director de efectos especiales y animador tridimensional. A la vez que estudiaba en la Universidad comunicación social y cinematografía, trabajaba medio tiempo en una corporación que producía efectos en 3D para comerciales de televisión, de allí parte a países como Canadá, México, Estados Unidos para su entrenamiento donde termina como master de efectos especiales para cine y televisión.
Actualmente domina las áreas de edición, efectos especiales para cine y TV, animación 3D, Compositor, ingeniería de sonido, guionista, escritor y director cinematográfico. Actualmente es profesional de la inteligencia artificial para creacion de animación,video y efectos donde se esta especializando para cortos y posibles peliculas al llegar al nivel esperado.

## Obras
- Rex Angelorum (2009).
- REx Angelorum II: El nacimiento de Rafael.(2013)
- Rex Angelorum III: El nacimiento de Gabriel. (2019).
- Neirad (2010).
- Los Fantasmas de Anni (2012).
- El Punto Secreto (2014).
- El Punto Secreto II (2015).
- El Dibujante (2016).
- Los Fantasmas de Anni: Sebastián (2022).
- Recuerdos de mi muerte (2023).